# Ochrostacta diadema
Ochrostacta diadema är en insektsart som först beskrevs av Hermann Burmeister 1835.  Ochrostacta diadema ingår i släktet Ochrostacta och familjen dvärgstritar. Inga underarter finns listade i Catalogue of Life.